# ISA

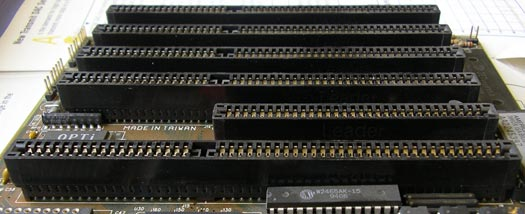
Placă de bază cu un conector 8 biți și 5 conectori 16 biți

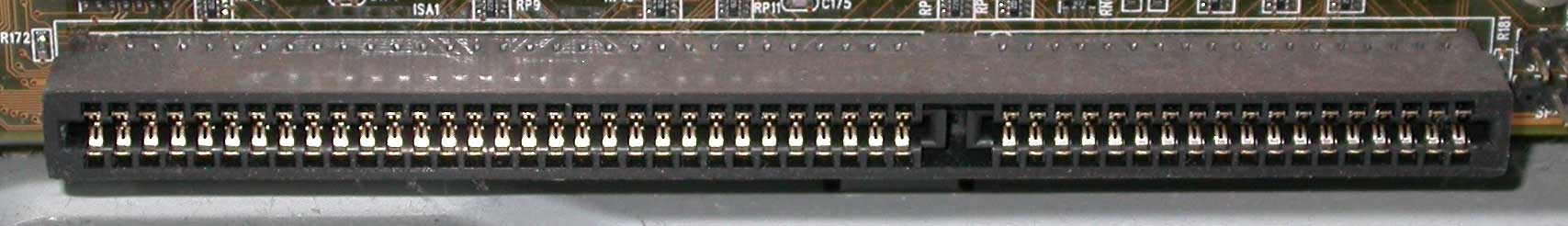
Un conector ISA 16 biți

În IT și electronică, ISA (prescurtarea de la Industry Standard Architecture) este o magistrală paralelă de date destinată să conecteze, prin sloturi speciale, carduri de extensie (card video, placă de sunet, modem etc.) ce se atașează PC-ului. 
Magistrala ISA este o magistrală lentă, fiind în prezent depășită ca performanțe de mai recentele magistrale PCI, PCI-X și PCI Express. 
ISA a fost inventată de IBM la începutul anilor '80, fiind magistrala primelor calculatoare IBM PC construite de IBM. Inițial magistrala de date era de 8-bit iar cea de adrese de 20 de biți specifică procesorului Intel 8088. Ulterior, când a apărut calculatorul cu format AT (Advanced Technology), magistrala de date s-a extins la 16-bit, iar cea de adrese la 24 de biți. Formatul AT a păstrat compatibilitatea cu prima variantă. Standardul s-a păstrat chiar și în prezent, mai putând fi întâlnite plăci ISA și plăci de bază care să le suporte.
Într-o magistrală ISA sunt prevăzute 8 canale DMA și 16 nivele de întreruperi. Parte din canalele DMA și din întreruperile disponibile sunt alocate prin standard unor echipamente ce fac parte din configurația calculatorului PC, celelalte sunt libere, la dispoziția utilizatorului pentru aplicații particulare. Magistrala poate fi controlată de procesor sau de controlerul DMA. Magistrala este concepută pentru tranzacții I/O unice cu periferia. Tranzacțiile cu memoria se fac prin magistrală. Nu este prevăzut modul de exploatare multiutilizator real. Acestă magistrală este întâlnită în toate calculatoarele compatibile PC IBM-PC/AT și în calculatoarele construite cu microprocesor Intel 386SX, 386DX, 486SX, 486DX.

Magistrală ISA 8 biți

Magistrală ISA 16 bți

## Versiuni ISA
Există două versiuni de magistrale ISA, care se deosebesc prin numărul de biți de date ce pot fi transferați simultan pe magistrală, pe 8 biți și pe 16 biți. Ambele versiuni de magistrală funcționează la 8 Mhz, având nevoie de 2 ... 8 perioade de ceas pentru transferul datelor. Rata maximă teoretică de transfer a magistralei ISA este de 8 Mb/s. Datorită protocoalelor de comunicații pe magistrala I/O, lărgimea de bandă reală este mult mai mică, în general jumătate din cea teoretică.
Cele două versiuni se disting ca magistrală XT și respectiv magistrală AT în raport cu computerul pe care au fost implementate. Pentru conectarea cardurilor de extensie, pe placa de bază este prevăzut un conector special, de obicei negru. Un conector cu 62 de sloturi este prevăzut pentru magistrala XT, în timp ce pentru magistrala AT există un conector cu 98 de contacte.

### Magistrala ISA pe 8 biți
Această magistrală a fost folosită de primele calculatoare IBM PC, în prezent este practic inexistentă în noile sisteme.
O placă de extensie cu 62 de contacte aurite la marginea inferioară se introduce în slotul cu 62 de contacte montat pe placa de bază. Acest conector furnizează 8 linii de date și 20 de linii de adresă și permite lucrul cu 1Mb de memorie.    
Dimensiunile unei plăci adaptoare pentru magistrala ISA pe 8 biți sunt:  
- înălțime: 106,68mm (4,2 inch)
- lungime: 333,5mm (13,13 inch)
- grosime: 12,7mm (0,5 inch).

### Magistrala ISA pe 16 biți
Odată cu procesorul Intel 80286 s-a impus versiunea pe 16 biți a standardului, ce consta într-o extensie la versiunea anterioară cu un set de conectori dubli de extensie, cu care era compatibilă (o placă de bază compatibilă cu standardul ISA pe 16 biți suporta plăci de extensie de 8 biți).  Acești conectori identici cu conectorii de extensie din sistemele anterioare, pot fi folosiți pentru orice plăci de extensie din sistemele AT sau XT. Cipurile 80286 din generația a doua pot transfera 16 biți simultan pe magistrala I/O, în comparație cu cei 8 biți transferați de unitățile CPU mai vechi.